# Mariánské náměstí (Brno)
Mariánské náměstí je náměstí v Brně, v městské části Brno-jih, v katastru Komárova.
Jméno náměstí pochází z názvu osady Malá Mariacela, která na tomto místě vyrostla v 18. století okolo poutního kostela Panny Marie.